# Христо Родев
Христо Цончов Родев е български юрист и общественик. Македоно-одрински опълченец. Народен представител в XXIII обикновено народно събрание (1931 – 1934) от Народния блок.

## Биография
Роден е на 22 февруари 1883 година в Габрово. Син е на Цончо Родев от големия възрожденски род Робеви. Завършва Априловската гимназия и след това, откликвайки на призива на държавата към среднистите да отидат за няколко години като учители в по-глухите планински села, където образованието изостава, става учител в село в Балкана и преподава там три години; научава и турски, за да може да контактува със селяните.
Следва право в Софийския университет, а след това в Женева, Швейцария. Прекъсва следването си и се връща в България, за да участва в Балканската война. Мобилизационната комисия в Габрово го отхвърля заради силното му късогледство, но той веднага става доброволец в Македоно-одринското опълчение, редник в Пета одринска дружина. При обсадата на Одрин участва в първите във военната история въздушни боеве, като хвърля от самолет снопове гранати. В битката при Дарданелите е ранен. Той казва: „Ние воювахме към Цариград, но всъщност освобождавахме Македония“.
След като завършва право в Женева, той се установява в Добрич и се утвърждава там като адвокат. По-късно се премества в Провадия; високо ценен като адвокат, той има клиенти и от други краища: Варна, Шумен, Пловдив, София.
Избран е за народен представител от Националлибералната партия, част от Народния блок, в XXIII народно събрание (1931 – 1934). След Деветнадесетомайския преврат се оттегля от политиката и продължава да работи по професията си.
В периода 1938 – 1939 година, когато в Провадия се появяват позиви срещу евреите с обвинения, че са завзели най-големите индустриални предприятия, той опровергава аргументирано тези обвинения със статия във вестник „Провадийски ек“ (28 януари 1939, бр. 45). Получава заплашителни писма, чупят прозорците на дома му. Евреите имат голямо доверие в него и през Втората световна война му поверяват важните си документи и ценности.
Председател е на опълченците от Македоно-одринското опълчение и като такъв пише телеграма до цар Борис III с благодарност за присъединяването на Македония към България.
След Деветосептемврийския преврат от 1944 година той е извикан в милицията за „малка справка“. Предаден е на т.нар. Народен съд. Обвиняват го, че  бил „произнесъл реч на събрание на „Обществена сила“ в началото на 1944 г., която е била явно враждебна срещу борците за народна свобода“ – такава организация, както се оказва на процеса, въобще не е съществувала там, че бил допринесъл за въвличането на България в Световната война и т.н. Въпреки свидетелствата на евреите и оборването на обвиненията той е осъден на смърт, глоба от 5 милиона лева и конфискация на цялото имущество.
Убит е в нощта след прочитане на присъдата на 22 март 1945 година. След падането на комунистическия режим с решение на Върховния съд е признат за невинен и оправдан.